# Таро Тота
Таро Тота — колода карт Таро, созданная Алистером Кроули и художницей Фридой Харрис в первой половине XX века.

## История создания
Создателями колоды Таро Тота были известный оккультист и мистик Алистер Кроули и британская художница леди Фрида Харрис (в девичестве — Маргарет Фрида Блоксам), жена сэра Перси Альфреда Харриса. Кроули и леди Фрида Харрис познакомились в 1937 году на почве мистики, которая была их общим увлечением, и в 1938 году приступили к созданию новой колоды Таро. Идея радикальной переделки колоды принадлежала не Кроули, а именно леди Харрис; сам Кроули первоначально планировал лишь выбрать из имеющихся колод наиболее подходящую и слегка доработать её.
Работа над колодой заняла пять лет и была закончена в 1943 году. Ещё до выпуска колоды леди Харрис организовала выставки готовых акварелей в июне 1941, июле 1942 и августе 1942 года. Сам Кроули на выставках не присутствовал, его имя даже не упоминалось, чтобы не отпугивать публику его скандальной славой.
В 1944 году Кроули под псевдонимом «Мастер Терион» опубликовал «Книгу Тота», где были впервые помещены рисунки карт Таро Тота и описана их символика и интерпретация. В этом же году было сделано первое пробное издание самой колоды тиражом 200 экземпляров. После издания возникли разногласия из-за авторских прав: Кроули заявил, что ему принадлежат две трети работы и даже нанял адвокатов для отстаивания своих прав. Вскоре конфликт был улажен и соавторы остались друзьями вплоть до смерти Кроули в 1947 году.

## Описание

Изображение на рубашке карт Таро Тота — Роза и Крест Золотой Зари без символов на изображении.

Карты Таро Тота, как типичной колоды Таро делятся на две большие группы:
- Старшие арканы — «козыри», обычно 22 карты.
- Младшие арканы — четыре масти, обычно 56 карт, по 14 карт каждой масти.

Младшие арканы состоят из четырёх серий или мастей — Жезлов, Мечей, Кубков и Дисков, которым в обычной игральной колоде соответствуют трефы, пики, червы и бубны. Каждая масть, как и в игральных картах, начинается с Туза, за ним следуют Двойка, Тройка и так далее до Десятки, за которыми следуют фигурные карты или «картинки» — Принцесса, Принц, Королева и Рыцарь — на одну больше, чем в игральных.
На рубашке карт изображается Роза и Крест Золотой Зари в оригинальных цветах, но без нанесённой на крест астрологической и каббалистической символики, имеющейся на оригинальном рисунке. Крест помещён на фоне поля, расчерченного косыми линиями на четырёхугольники, раскрашенные в три цвета — тёмно-коричневый, светло-коричневый и красный, — в которых помещены символы мастей Таро, прорисованные жёлтым.

### Старшие арканы
Таро Тота следует английской школе, сама колода близка Таро Райдера — Уэйта.
Колода открывается арканом 0 «Дурак», который соответствует еврейской букве Алеф. Правда, Кроули поменял местами Силу и Правосудие, вернув их на «французские» позиции XI и VIII. Ряд старших арканов получил новые названия, что отразилось на их значениях:
- Аркан VI получил двойное название: «Влюблённые» / «Братья».
- «Справедливость» (XI) — «Регулирование» (VIII).
- «Колесо Фортуны» (X) — «Фортуна».
- «Сила» (VIII) — «Вожделение» (XI).
- «Умеренность» (XIV) — «Искусство» (Алхимия).
- «Суд» (XX) — «Эон».
- «Мир» (XXI) — «Вселенная».

### Младшие арканы
Кроули изменил название масти Монет (Денег, Пентаклей), она стала называться Диски, чтобы обеспечить соответствие символики стихии Земли (которая в средневековье считалась плоским диском). Изображения младших арканов отличаются как от традиционных старых колод, где на карте изображались лишь знаки масти в количестве, соответствующем номиналу карты, так и от Таро Райдера-Уэйта, в котором эти карты получили изображения, содержащие определённый сюжет и пригодные для трактовки. В Таро Тота на рисунках первых десяти карт каждой масти отсутствует сюжет как таковой, но чаши, жезлы, мечи или диски размещены в сложном символическом порядке и дополняются символами, имеющими определённый собственный смысл и значение и создающими вместе со знаками масти определённую абстрактную композицию. Каждый из десяти «числовых» младших арканов получил своё уникальное название, отражающее его базовое оккультное и казуальное значение, которое начертано непосредственно под самим рисунком. Фигурные карты младших арканов были частично переименованы Кроули: вместо четвёрки из «Пажа», «Рыцаря», «Королевы» и «Короля» используется четвёрка «Принцесса», «Принц», «Королева» и «Рыцарь».